# Igor Wandtke
Igor Wandtke, (* 3. listopadu 1990 v Lübecku, Německo) je německý zápasník–judista.

## Sportovní kariéra
S judem začínal ve 4 letech v rodném Lübecku pod vedením svého otce Vladimira. Připravuje se v Hannoveru pod vedením Svena Lolla. V německé seniorské reprezentaci se pohybuje od roku 2012 v lehké váze, ale ze stínu německé reprezentační jedničky Christophera Völka vystoupil až v roce 2015. V roce 2016 si zajistil účast na olympijských hrách v Riu. V prvním kole porazil na šido judistu z Haiti, v dalším kole si opět pasivním judem hlídal svého soupeře Izraelce Sagi Mukiho, ale koncem čtvrté minuty neuhlídal jeho nástup do o-goši a prohrál na wazari.
Igor Wandtke je pravoruký judista, jeho osobní technikou je seoi-nage a sumi-gaeši, šikovný v boji na zemi.

### Vítězství
- 2013 - 1x světový pohár (Čching-tao)
- 2015 - 1x světový pohár (Kluž)

## Výsledky
| Olympijské hry     |     |   |   | —  |     |   |     | úč. |  |  |  |  |  |  |  |  |  |  |  |  |  |
| Mistrovství světa  | —   | — | — |    | úč. | — | úč. |     |  |  |  |  |  |  |  |  |  |  |  |  |  |
| Evropské hry       |     |   |   |    |     |   | —   |     |  |  |  |  |  |  |  |  |  |  |  |  |  |
| Mistrovství Evropy | —   | — | — | 7. | —   | — | —   | 7.  |  |  |  |  |  |  |  |  |  |  |  |  |  |
| MS juniorů         | úč. |   |   |    |     |   |     |     |  |  |  |  |  |  |  |  |  |  |  |  |  |